# Divadlo Bolka Polívky
Divadlo Bolka Polívky je divadelní scéna, kterou provozuje herec a mim Boleslav Polívka. Svoji činnost zahájilo 14. května 1993 obnovenou premiérou inscenace Podivné odpoledne Dr. Zvonka Burkeho. Sídlí v Brně v Sále Břetislava Bakaly v Bílém domě na Žerotínově náměstí. V původní budově, na adrese Jakubské nám. 5, Brno, se nyní nachází Galerie u dvou Polívků a zázemí divadla.

## Historie
V budově na Jakubském náměstí, kde se nacházelo Divadlo Bolka Polívky, působilo od roku 1947 Svobodné divadlo. To se v roce 1949 přejmenovalo na Městské oblastní divadlo a od roku 1954 pak na Divadlo bratří Mrštíků. Divadlo bratří Mrštíků se v roce 1965 muselo přestěhovat a v budově na Jakubském náměstí se usídlilo Satirické divadlo Večerní Brno, které zde působilo do roku 1992 (v letech 1990–1992 pod názvem Divadlo u Jakuba). Samotná budova divadla byla původně propojena s dnešním kinem Scala chodbou z Jakubského náměstí. Divadlo Bolka Polívky zahájilo svou první sezonu oficiálně až 17. září 1993 z důvodu rekonstrukce. Na začátku své činnosti uvádělo především autorské inscenace Boleslava Polívky, které vytvořil ve svém předchozím angažmá v divadle Husa na provázku. Obnovenou premiéru zde měly inscenace: Trosečník, Šašek a královna, Don Quijote a další.

## Poetika divadla a repertoár
Původní repertoár divadla se skládal z inscenací přenesených z divadla Husa na provázku, v nichž Polívka kombinoval klauniádu, pantomimu a činoherní herectví. Autorská tvorba byla později utlumena a divadlo se otevřelo hostování různých divadelních souborů. Divadlo Bolka Polívky nemá stálý herecký soubor ani jednotnou poetiku.
Kromě autorských inscenací je s divadlem spojený také pořad Manéž Bolka Polívky, kde spolu s Boleslavem Polívkou vystupují herci, zpěváci, tanečníci a další umělci za účelem vytvoření různých etud, skečů a scének. Tento pořad vzniká od roku 1987 za spolupráce s Českou televizí, která jej vysílá. Manéž nemá pravidelný časový harmonogram, většinou se koná jednou až dvakrát do roka. Stálé není ani místo, kde Manéž probíhá. V minulosti se tak odehrávala například ve Sportovní hale Vodova nebo v rámci turné v několika českých a slovenských městech.
V divadle hostují i jiné české, ale i zahraniční divadelní soubory, například Studio DVA, Divadlo Kalich, Divadlo Palace, Divadlo Na zábradlí, Štúdio L+S.
V původním sídle divadla na Jakubském náměstí jsou pořádány výstavy a vernisáže, například výstava velkoformátových fotografií nafocených do kalendáře Proměny, jehož výtěžek byl věnován Nadaci Archa Chantal.

## V divadle působící soubory
V Divadle Bolka Polívky má domovskou scénu společnost StageArtCz, která usiluje o moderní pojetí divadla a klade důraz na autorské texty. Jejich inscenace lze vidět v tuzemských i zahraničních městech. Známými inscenacemi tohoto souboru jsou The Naked Truth - Odhalená pravda, MINDGAME - Líbezné vyhlídky, Like Shakespeare, K-PAX, Svět podle Prota.
Divadelní soubor MALÉhRY tvoří tři herečky: Barbora Seidlová, Daniela Zbytovská a Nikola Zbytovská. Tato netradiční „třinohra“ (činohra tří hereček) hostuje na různých místech České republiky, v případě města Brna své inscenace uvádí v Divadle Bolka Polívky. Repertoár tohoto souboru je založen na skutečných příbězích, zážitcích a zkušenostech, jak o tom vypovídají i názvy her: Biostory, Čtení ke kafi, Nebe?, Vepřo, knedlo, zelo atd.

## Nejúspěšnější inscenace

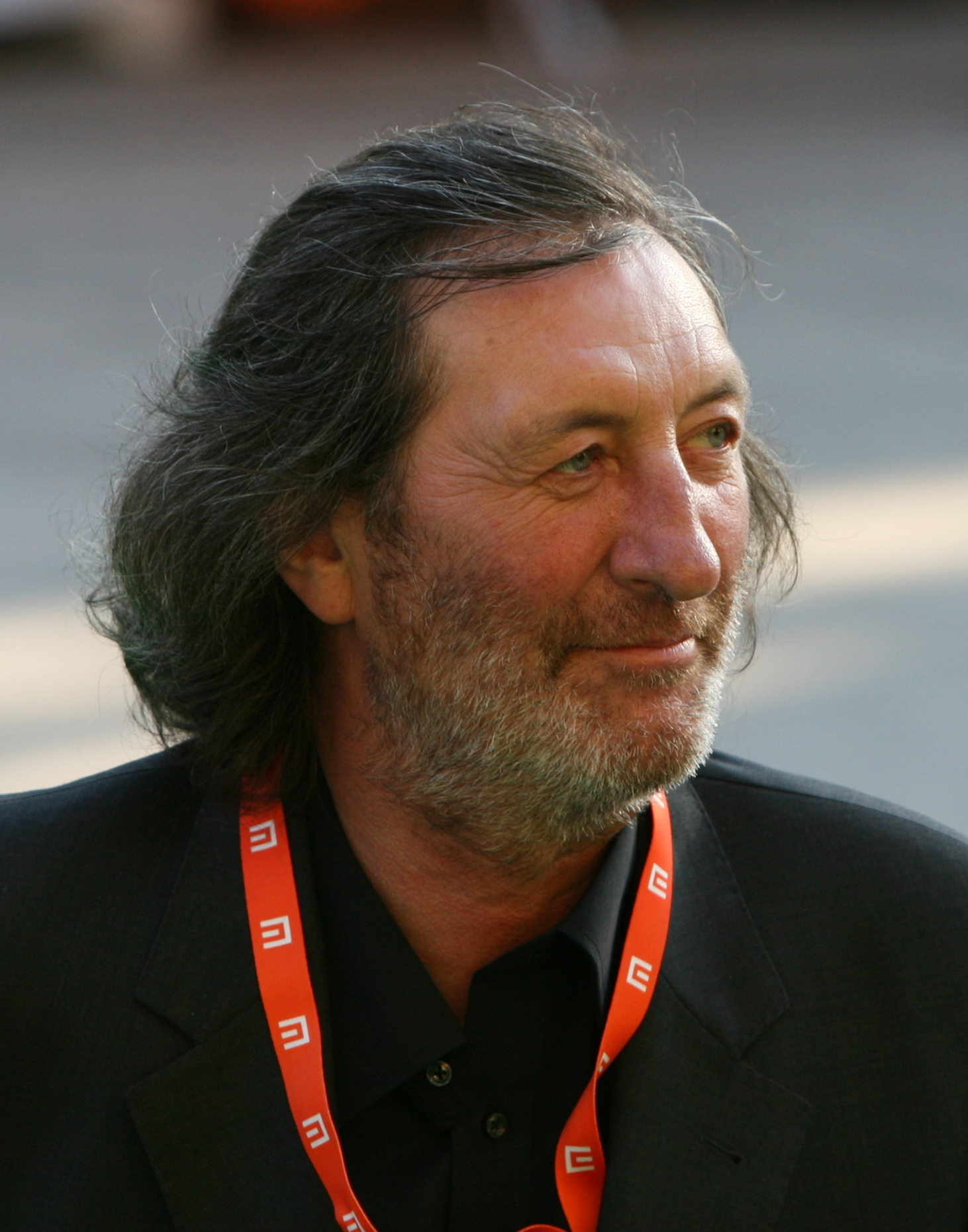
Boleslav Polívka

### Podivné odpoledne dr. Zvonka Burkeho
Podivné odpoledne dr. Zvonka Burkeho je groteska o starci, který se nechce stěhovat z podnájmu, proto raději všechny kolem sebe likviduje a mrtvoly zavírá do skříně. Jeho jednání způsobuje mnoho komických a absurdních situací.
Text Ladislava Smočka má mnohaletou tradici. Poprvé byl součástí repertoáru Činoherního klubu v roce 1966. V roce 1972 hru nazkoušel v rámci svého absolutoria na JAMU Peter Scherhaufer v hlavní roli s Boleslavem Polívkou a Eliškou Balzerovou. Boleslav Polívka v roli Burkeho zůstal i v obnovených premiérách v roce 1990 a v roce 2016. Postupem času se však střídali jeho herečtí kolegové. Roli Svatavy hrála Nina Divíšková, Ivana Chýlková, Chantal Poullain nebo Šárka Vaculíková a v roli paní Outěchové si prostřídali babský šátek Jiří Hálek, Jaromír Dulava nebo Radim Fiala.

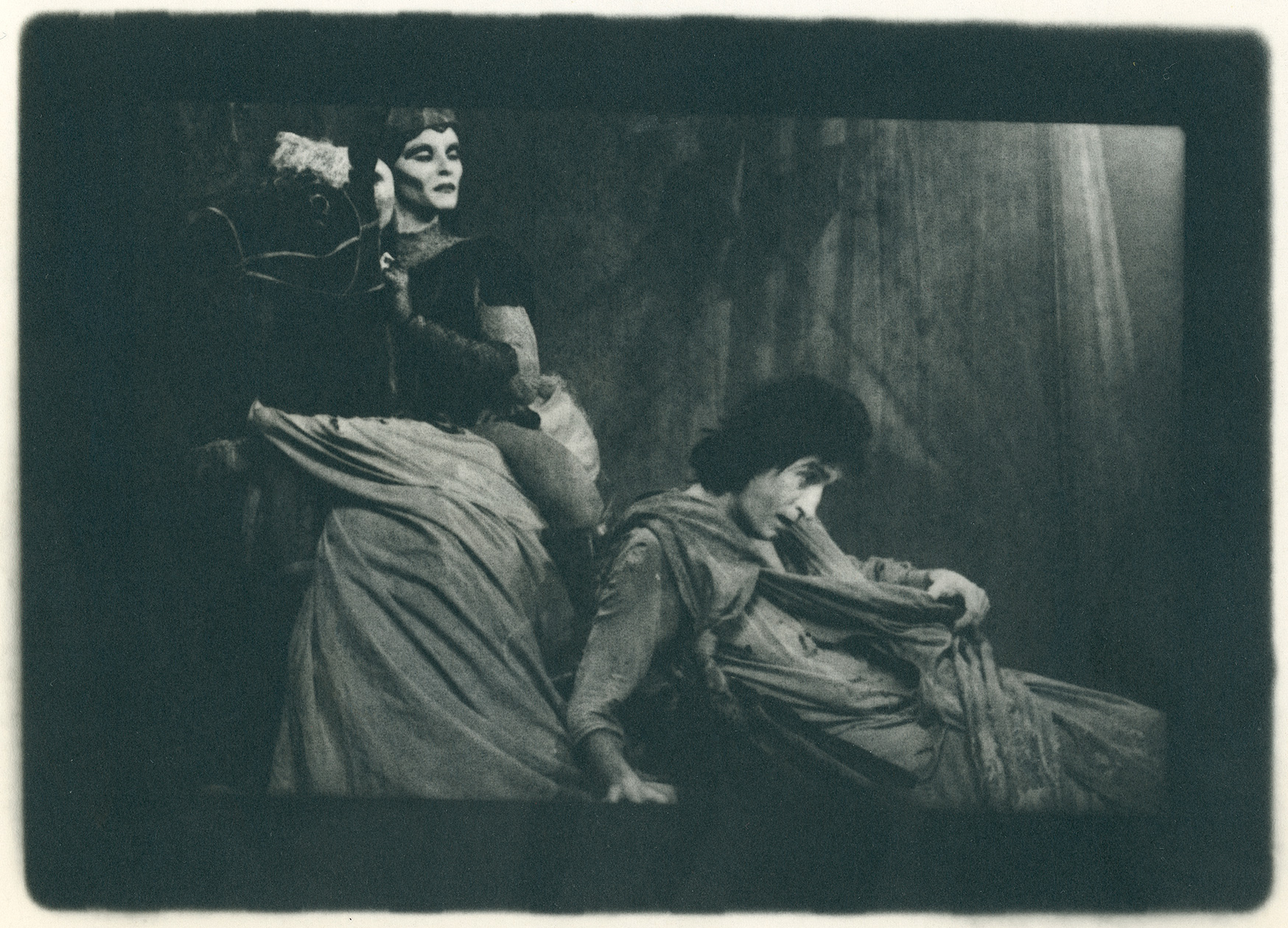
Šašek a královna, Fotografie Jaroslava Krejčího z roku 1983.

### Šašek a královna
Divadelní hra pojednává o šaškovi, který je týraný svou královnou. Šašek se snaží znuděnou královnu pobavit, aby si na něm nevybíjela svůj hněv. Herecký duet postihuje prostřednictvím dialogů, pantomimických výstupů i originálních gagů střet mezi despocií a svobodnou tvůrčí silou a předvádí polaritu lásky a nenávisti, života a smrti. Premiéra se uskutečnila v roce 1983. Poslední představení bylo odehráno v roce 2001. Podle inscenace vznikl později film v režii Věry Chytilové.

### Pro dámu na balkóně
Groteskní životopis, autobiografie, na které Boleslav Polívka pracoval podle svých slov tři týdny. Jejím hlavním poselstvím je hledání lásky. Zobrazuje život muže od plenek až po stáří, který je zamilovaný do dámy na balkóně. Tato inscenace byla jednou z posledních, s níž divadlo vyjelo na zahraniční zájezdy. Premiéru měla 21. 6. 1999.

### DNA
Divadelní hra, která je charakterizovaná jako komedie s autobiografickými prvky, měla premiéru 18. 6. 2014. Jedná se o zpracování generačního střetu otce a dcery. Chátrající, životem zkoušený muž se snaží svému dítěti předávat rady, což se dceři úplně nelíbí a pokládá otce za zbytečného šťourala. Název DNA zde má několik významů, prvním je šroubovice DNA (otec a dcera), druhým nemoc dna (kterou otec trpí) a posledním je dno ve smyslu deprese. Inscenaci charakterizují glosy a klaunské výstupy na pozadí náročného života.
Boleslav Polívka tu účinkuje s dcerou Annou Polívkovou.

### Šašek a syn
Tato hra vznikla náhodou. Boleslav Polívka napsal svému synovi Vladimíru Polívkovi dopis, ve kterém odkazoval na hru Šašek a královna. Když se jeho syn začal také věnovat divadlu, stal se z dopisu postupně nový scénář. Inscenace měla premiéru měla 25. února 2017. Ústředním motivem je převýchova mladého šlechtice v šaška.

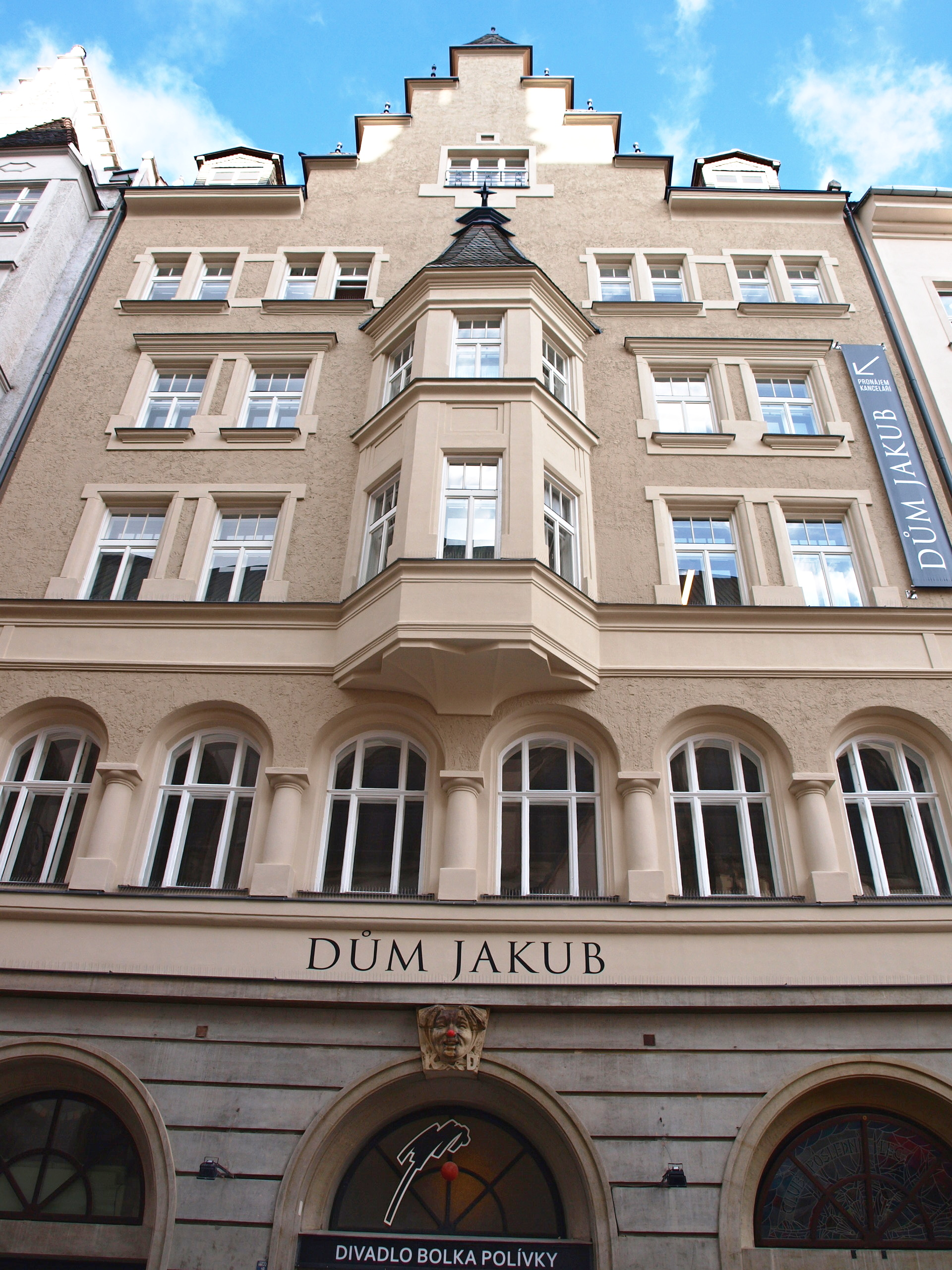
Dům Jakub na Jakubském náměstí, dřívější sídlo Divadla Bolka Polívky

## Zajímavosti
Divadlo Bolka Polívky je aktivním účastníkem Noci divadel, která probíhá každoročně od roku 2013. Jejím cílem je nabídnout divákům srovnání divadelních souborů a scén. Divadla jsou otevřena celou noc a přístupna divákům. Divadlo Bolka Polívky nabízí různorodý program od klaunských workshopů až po tvoření odznaků a masek.
Přes léto se divadlo přesouvá na letní scénu na Biskupském dvoře. Na repertoáru jsou většinou stejné hry, které se uvádějí v sezóně.
Divadlo podniklo zvláště v 90. letech 20. století mnoho zahraničních zájezdů se svými úspěšnými inscenacemi. Nejčastěji hostovalo v zahraničí mezi lety 1993 a 1998. Mezi navštěvované země patřila Francie, Kolumbie, Vídeň a Itálie. Vyjíždělo se s inscenacemi Šašek a královna, Trosečník a naposledy s Dámou na balkóně.
V roce 2017 vycestovalo Divadlo Bolka Polívky do Londýna, kde pro širokou veřejnost s úspěchem uvedlo dvě rezprízy inscenace Šašek a syn.

## Divadelní noviny
Divadlo Bolka Polívky vydává své vlastní noviny Novinky z Divadla Bolka Polívky, kde se objevují současné aktuality, rozhovory s herci, tvůrci, recenze na představení, informace o připravovaných akcích, výstavách, ale i vzpomínkové články o slavných umělcích (Nataša Gollová, Waldemar Matuška). Ročně vychází šest čísel. Současným šéfredaktorem je Jakub Adámek.

## Inscenace na repertoáru
- DNA, premiéra: 18. 6. 2014, režie: Bolek Polívka
- Letem sokolím, premiéra: 26. 1. 2018, režie: Petr Jarčevský
- Horská dráha, premiéra: 11. 1. 2019, režie: Petr Halberstadt
- Klíště, premiéra: 10. 5. 2019, režie: Bolek Polívka
- Mínus dva, premiéra: 24. 4. 2008, režie: Juraj Nvota
- Podivné odpoledne Dr. Zvonka Burkeho, premiéra: 16. 1. 2016, režie: Břetislav Rychlík
- Pozemšťan, premiéra 5. 4. 2019, režie: Hana Mikolášková
- Rebelky, premiéra 15. 11. 2019, režie: Antonín Procházka
- Re:kabaret Re:vue, režie: Hana Mikolášková
- Srnky, premiéra: 28. 11. 2016, režie: Tomáš Svoboda
- Šašek a syn, premiéra: 25. 2. 2017, režie: Bolek Polívka
- Šest tanečních hodin v šesti týdnech, režie: Zdeněk Dušek